# Лебідка пневматична
Лебідка пневматична (рос. лебёдка пневматическая; англ. air lugger, pneumatic winch, нім. pneumatisches Hebewerk n, pneumatischer Haspel m) – напівпортативна лебідка з пневматичним приводом, яка часто використовується на бурових устаткованнях, де необхідний легко керований лебідковий механізм, наприклад, при водолазних роботах.